# Cratere Schönfeld
Schönfeld è un cratere lunare di 24,57 km situato nella parte nord-orientale della faccia nascosta della Luna.